# Житлове приміщення
Житлове приміщення — опалюване приміщення, розташоване у наземному поверсі, призначене для цілорічного проживання і яке відповідає санітарно-гігієнічним вимогам щодо мікроклімату і повітряного середовища, природного освітлення, допустимих рівнів нормованих параметрів відносно шуму, вібрації, ультразвуку та інфразвуку, електричних та електромагнітних полів та іонізованого випромінювання.
При визначенні житлових і нежитлових приміщень потрібно керуватися державними будівельними нормами ДБН В.2.2-15-2019 «Житлові будинки. Основні положення» та ДБН В.2.2-9:2018 «Громадські будинки та споруди», а також нормативними вимогами державних наглядових органів із забезпеченням проектами стійкості будівель, надійності їх експлуатації, протипожежної безпеки, екологічних та санітарно-гігієнічних правил і норм щодо складових частин комплексу та їх функціональної належності.
Згідно з додатком Б «Терміни та визначення понять» ДБН В.2.2-15-2019 «Житлові будинки. Основні положення»:
Згідно з п. 2.50 розділу «Нежитлові поверхи (приміщення)» ДБН В.2.2-15-2019 у першому, другому та цокольних поверхах житлових будинків допускається розміщувати приміщення адміністративні, магазинів роздрібної торгівлі, громадського харчування, побутового обслуговування тощо згідно з переліком та відповідними вимогами щодо загальної площі та кількості відвідувачів.
Щодо нормативного визначення «об'єкт житлового будівництва», то згідно з додатком Б «Терміни та визначення» ДБН А.2.2-3-2014 «Склад, порядок розроблення, погодження та затвердження проектної документації для будівництва» є визначення «об'єкт цивільного призначення», до якого входять об'єкти житлового та комунального господарства тощо. Закон захистить людей, які проживають поруч з хостеламі. Встановлюється заборона на розміщення в житлових приміщеннях готелів, а також на використання житлових приміщень в багатоквартирних будинках для надання готельних послуг.